# リーガ・ニカラグエンセ・デ・ベイスボル・プロフェシオナル
リーガ・デ・ベイスボル・プロフェシオナル・ナシオナル（La Liga de Beisbol Profesional Nacional、LBPN、英:Nicaraguan Professional Baseball League）は、ニカラグアで開催されているプロ野球リーグである。

## 歴史
1956年3月30日に創設された。1967年に一旦解散したが2004年に復活した。
2021年現在は5チームが参加しており、10月から1月にかけて30試合のレギュラーシーズンとポストシーズンが行われる。またリーグ優勝チームはラテンアメリカンシリーズに出場する。

## チーム
現行チーム
| チーム                             | スペイン語名             | 備考 |
| ---------------------------------- | ------------------------ | ---- |
| インディオス・デル・ボーエル       | Indios del Bóer          |      |
| ティグレス・デル・チナンデガ       | Tigres del Chinandega    |      |
| ヒガンテス・デ・リバス             | Gigantes de Rivas        |      |
| レオネス・デ・レオン               | Leones de León           |      |
| トレン・デル・ノルテ・デ・エステリ | Tren del Norte de Estelí |      |

かつて存在したチーム
| チーム                               | スペイン語名            | 備考     |
| ------------------------------------ | ----------------------- | -------- |
| フィエラス・デル・サン・フェルナンド | Fieras del San Fernando |          |
| シンコ・エストレージャス             | 5 Estrellas             |          |
| フィエラス・デル・サン・フェルナンド | Fieras del San Fernando | [ 注 1 ] |

## 歴代優勝チーム
| シーズン | 優勝                         |
| 1957-58  | レオネス・デ・レオン         |
| 1958-59  | オリエンタル                 |
| 1959-60  | レオネス・デ・レオン         |
| 1960-61  | 優勝チーム無し               |
| 1961-62  | マールボロ (パナマ)          |
| 1962-63  | インディオス・デル・ボーエル |
| 1963-64  | シンコ・エストレージャス     |
| 1964-65  | インディオス・デル・ボーエル |
| 1965-66  | インディオス・デル・ボーエル |
| 1966-67  | シンコ・エストレージャス     |
| 2004-05  | レオネス・デ・レオン         |
| 2005-06  | ティグレス・デル・チナンデガ |
| 2006-07  | インディオス・デル・ボーエル |
| 2007-08  | インディオス・デル・ボーエル |
| 2008-09  | シーズン中止                 |
| 2009-10  | レオネス・デ・レオン         |
| 2010-11  | インディオス・デル・ボーエル |
| 2011-12  | インディオス・デル・ボーエル |
| 2012-13  | ティグレス・デル・チナンデガ |
| 2013-14  | ヒガンテス・デ・リバス       |
| 2014-15  | インディオス・デル・ボーエル |
| 2015-16  | ヒガンテス・デ・リバス       |
| 2016-17  | ティグレス・デル・チナンデガ |
| 2017-18  | ティグレス・デル・チナンデガ |
| 2018-19  | レオネス・デ・レオン         |
| 2019-20  | レオネス・デ・レオン         |
| 2020-21  | ヒガンテス・デ・リバス       |